# Korlát
Korlát ist eine Gemeinde im Komitat Borsod-Abaúj-Zemplén.

## Geografische Lage
Korlát liegt im Norden Ungarns, 55 Kilometer nordöstlich vom Komitatssitz Miskolc entfernt.
Nachbargemeinden sind Fony, Hernádcéce, Vizsoly.
Die nächste Stadt Encs ist 12 km von Korlát entfernt.